# مک‌دنالد ماریگا
مک‌دنالد ماریگاوانیاما (به انگلیسی: McDonald Mariga Wanyama) بازیکن حرفه‌ای فوتبال اهل کنیا است. که هم‌اکنون در تیم پارمای ایتالیا عضویت دارد.